# Edenmore
Edenmore est un quartier au nord de Dublin en Irlande, il se trouve dans le 5 arrondissement postal de Dublin.
En 2012, 2760 personnes habitaient le quartier.

## Histoire
Edenmore a été développé par la municipalité de Dublin dans les années 1960. Alors que le quartier fait partie de Raheny, Edenmore possède ses propres écoles, son petit centre commercial, son église catholique, son centre de santé, son club de football et son club de boxe.

## Localisation
Au nord de Edenmore, il y a Ayrfield, nord-ouest il y a Coolock, l'ouest Harmonstown, et Raheny au sud et au sud-est, et Donaghmede et Kilbarrack au nord-est.
Edenmore est desservi par les lignes d'autobus de Dublin, 42B et 42A. Les stations à Raheny et à Harmonstown sont également à courtes distances à pied.
Le Edenmore Park est un vaste parc municipal, il propose une large gamme d'installations sportives, y compris un parcours de golf.

## Services
- Le conseil de la Communauté de St Monicas.
- La boutique d'information de St Monicas.
- Le centre de jeune de St Monicas.
- Le centre de santé d'Edenpark.

## Personnalités liées à Edenmore
- Chicago May (1871-1929), de son vrai nom May Duignan, née à Edenmore en 1871.